# Бегун, Сергей Михайлович
Сергей Михайлович Бегун (22 июня 1947 — 21 июля 2015) — советский и белорусский шахматист, мастер спорта СССР (1974), заслуженный тренер Республики Беларусь.

## Шахматная карьера
Воспитанник шахматного кружка Минского Дворца пионеров.
Многократный участник чемпионатов Белорусской ССР и Белоруссии. Лучший результат — делёж 1—3 места в турнире 1974 г. с Е. В. Мочаловым и С. Н. Юферовым (по итогам дополнительного матч-турнира чемпионом стал Мочалов, Бегун стал серебряным призёром).
В составе сборной Белорусской ССР участник трех первенств СССР между командами союзных республик (1975, 1983, 1991; турниры проходили в рамках летних Спартакиад народов СССР). В 1983 году играл на запасной доске и завоевал бронзовую медаль в индивидуальном зачёте.
В составе команды клуба «Шахматный дом» участник 2-го клубного кубка СССР (1990) в г. Подольске.
Участник отборочных соревнований чемпионатов СССР.
Многократный участник мемориалов А. П. Сокольского.

## Тренерская карьера
Ярко проявил себя на тренерской работе. Известные воспитанники:
- гроссмейстер А. Г. Александров (чемпион Белоруссии 1996, 2007, 2018 и 2019 гг.);
- гроссмейстер Ю. С. Тихонов;
- международный мастер А. М. Малюш (чемпион Белоруссии 2004 г.);
- международный мастер среди женщин Н. В. Попова (чемпионка Белоруссии 1999, 2000, 2006, 2008 и 2009 гг.);
- международный мастер среди женщин А. В. Сорокина (серебряный призёр чемпионата Белоруссии 1998 г., с 2017 г. президент Белорусской шахматной федерации)[1][2].

## Спортивные результаты
| Год         | Город      | Соревнование                                                      | + | − | =  | Результат | Место      |
| ----------- | ---------- | ----------------------------------------------------------------- | - | - | -- | --------- | ---------- |
| 1967        | Минск      | Чемпионат Белорусской ССР                                         |   |   |    |           | [ 3 ]      |
| 1972        | Минск      | Чемпионат Белорусской ССР                                         | 3 | 4 | 6  | 6 из 13   | 8—10       |
|             | Минск      | Мемориал А. П. Сокольского                                        | 2 | 4 | 7  | 5½ из 13  | 9—12       |
| 1974        | Минск      | Чемпионат Белорусской ССР                                         | 7 | 2 | 4  | 9 из 13   | 1—3        |
|             | Даугавпилс | Отборочный турнир 42-го чемпионата СССР                           |   |   |    |           |            |
|             | Минск      | Мемориал А. П. Сокольского                                        | 1 | 1 | 11 | 6½ из 13  | 8—10       |
| 1975        | Рига       | VI Спартакиада народов СССР (сборная Белорусской ССР, 7-я доска)  |   |   |    |           |            |
| 1975 / 1976 | Минск      | Мемориал А. П. Сокольского                                        | 1 | 3 | 9  | 5½ из 13  | 11—12      |
| 1976        | Минск      | Чемпионат Белорусской ССР                                         | 1 | 5 | 7  | 4½ из 13  | 13         |
| 1976 / 1977 | Минск      | Мемориал А. П. Сокольского                                        | 3 | 5 | 7  | 6½ из 15  | 12—13      |
| 1977        | Минск      | Чемпионат Белорусской ССР                                         | 0 | 5 | 8  | 4 из 13   | 11—12      |
| 1978        | Минск      | Мемориал А. П. Сокольского                                        | 4 | 5 | 8  | 8 из 17   | 12—13      |
| 1981        | Минск      | Мемориал А. П. Сокольского                                        | 2 | 7 | 6  | 5 из 15   | 16         |
| 1982        | Минск      | Мемориал А. П. Сокольского                                        |   |   |    |           |            |
| 1983        | Минск      | Чемпионат Белорусской ССР                                         |   |   |    |           | [ 10 ]     |
|             | Москва     | VIII Спартакиада народов СССР (сборная Белорусской ССР, запасной) | 2 | 1 | 5  | 4½ из 8   | 3 на доске |
|             | Минск      | Мемориал А. П. Сокольского                                        |   |   |    | 8 из 16   | 9—10       |
| 1985        | Минск      | Мемориал А. П. Сокольского                                        |   |   |    |           |            |
| 1987        | Минск      | Чемпионат Белорусской ССР                                         |   |   |    |           | [ 12 ]     |
| 1988        | Минск      | Чемпионат Белорусской ССР                                         | 0 | 5 | 8  | 4 из 13   | 13—14      |
| 1988 / 1989 | Минск      | Мемориал А. П. Сокольского                                        | 1 | 5 | 9  | 5½ из 15  | 14—15      |
| 1989        | Рославль   | Отборочный турнир 56-го чемпионата СССР                           |   |   |    |           |            |
| 1990        | Подольск   | Командный чемпионат СССР («Шахматный дом», ?-я доска)             |   |   |    |           |            |
| 1991        | Азов       | X Спартакиада народов СССР (сборная Белорусской ССР, запасной)    |   |   |    |           |            |
| 1994        | Минск      | Чемпионат Белоруссии                                              | 3 | 2 | 6  | 6 из 11   | 5—7        |
| 1996        | Минск      | Чемпионат Белоруссии                                              | 1 | 2 | 8  | 5 из 11   | 6—7        |

## Изменения рейтинга
| Графики недоступны из-за технических проблем. См. информацию на Фабрикаторе и на mediawiki.org. |